# Odvod
Odvòd v matematiki predstavlja spremembo funkcije pri spremembi njenega argumenta. Opisuje najboljšo linearno aproksimacijo funkcije v bližini vrednosti funkcije z nekim argumentom.

## Diferenciacija in izpeljava
{\displaystyle m={{\mbox{sprememba v }}y \over {\mbox{sprememba v }}x}={\Delta y \over {\Delta x}}}

## Definicija z diferenčnim količnikom
Naj bo {\displaystyle y=f(x)} funkcija {\displaystyle x}-a. 
{\displaystyle {\frac {f(a+h)-f(a)}{h}}.}
Ta izraz je Newtonov diferenčni kvocient. Odvod je vrednost diferenčnega kvocienta, ko je sekanta vedno bližje tangenti.
Formalno je odvod funkcije f od a enak limiti:
{\displaystyle f'(a)=\lim _{h\to 0}{f(a+h)-f(a) \over h}}
diferenčnega kvocienta ko se h približuje ničli. Če limita obstaja, je funkcija f odvedljiva v točki a. Tu je f'(a) eden izmed zapisov odvoda (glej tu).

### Zveznost in odvedljivost
Če je funkcija f v točki a odvedljiva, je tam tudi zvezna. Obratna zveza ne velja.

## Zapisovanje odvoda

### Leibnizev zapis
Zapis odvoda, ki ga je uvedel Gottfried Wilhelm Leibniz je med najstarejšimi.
{\displaystyle {\frac {dy}{dx}},\quad {\frac {d{\bigl (}f(x){\bigr )}}{dx}},\;\;\mathrm {ali} \;\;{\frac {d}{dx}}{\bigl (}f(x){\bigr )}.}
Višje odvode zapišemo kot
{\displaystyle {\frac {d^{n}y}{dx^{n}}},\quad {\frac {d^{n}{\bigl (}f(x){\bigr )}}{dx^{n}}},\;\;\mathrm {ali} \;\;{\frac {d^{n}}{dx^{n}}}{\bigl (}f(x){\bigr )}}
za n-ti odvod funkcije y=f(x)

### Lagrangeev zapis
Eden najbolj uporabljenih zapisov za odvajanje je uvedel Joseph-Louis de Lagrange. Za oznako je uporabil znak unča. Tako je diferencialni koeficient funkcije f(x) označen z f'(x) ali krajše f' .

### Newtonov zapis
Newtonov zapis za odvajanje, imenovan tudi zapis s piko, je postavljena pika nad funkcijo za predstavitev diferencialnega koeficienta. Če je funkcija y = f(t) odvisna od spremenljivke t, njen odvod zapišemo
{\displaystyle {\dot {y}}}
Newtonov zapis se uporablja predvsem v fiziki, kjer je običajno s piko označen časovni odvod, oziroma odvod po času.

### Eulerjev zapis
Eulerjev zapis uporablja diferencialni operator D, ki ga predpostavimo funkciji f in dobimo prvi odvod Df.

## Računanje odvoda

### Pravila za sestavljanje funkcij
- odvod vsote/razlike:

{\displaystyle (f(x)\pm g(x))'=f'(x)\pm g'(x)\!\,}
- odvod produkta:

{\displaystyle (f(x)\cdot g(x))'=f'(x)g(x)+f(x)g'(x)\!\,}
- odvod količnika:

{\displaystyle \left({\frac {f(x)}{g(x)}}\right)'={\frac {f'(x)g(x)-f(x)g'(x)}{(g(x))^{2}}}\!\,}
- odvod kompozituma:

{\displaystyle (f(g(x)))'=f'(g(x))g'(x)\!\,}

### Odvodi elementarnih funkcij
- odvod konstante: če je g(x) = c (konstanta), potem

{\displaystyle g'(x)=0\,\!}
- odvod potence: če je {\displaystyle f(x)=x^{r}\,}, kjer je r realno število, potem

{\displaystyle f'(x)=rx^{r-1}\,},
Pravilo za odvod potence lahko uporabljamo tudi za primere ko r ni celo število. Takrat pravilo velja tam, kjer je funkcija definirana.
Na primer: če je r = 1/2, sledi {\displaystyle f'(x)=(1/2)x^{-1/2}\,}
in funkcija je definirana le za nenegativne vrednost x.
- odvod eksponentne funkcije: 
  - Naravna eksponentna funkcija {\displaystyle f(x)=e^{x}\,\!} se pri odvajanju ne spremeni: {\displaystyle f'(x)=e^{x}\,\!}.
  - V splošnem pa je odvod funkcije {\displaystyle f(x)=a^{x}\,\!} enak {\displaystyle f'(x)=a^{x}\ln a\,\!}.

- odvod logaritemske funkcije: 
  - Naravna logaritemska funkcija {\displaystyle f(x)=\ln x\,\!} ima odvod {\displaystyle f'(x)={\frac {1}{x}}}.
  - V splošnem je odvod logaritemske funkcije {\displaystyle f(x)=\log _{a}x\,\!} enak {\displaystyle f'(x)={\frac {1}{x\ln a}}}.

### Odvodi trigonometrijskih funkcij
{\displaystyle (\sin x)'=\cos x\!}
{\displaystyle (\cos x)'=-\sin x\!}
{\displaystyle (\sin 2x)'=2\cos 2x\!}
{\displaystyle (\cos 2x)'=-2\sin 2x\!}
{\displaystyle (\sin(nx))'=n\cos(nx)\!}
{\displaystyle (\sin ^{2}x)'=2\sin x\cos x=\sin 2x\!}
{\displaystyle (\cos ^{2}x)'=-2\sin x\cos x=-\sin 2x\!}
{\displaystyle (\sin ^{n}x)'=n\sin ^{(n-1)}x\cos x\!}
{\displaystyle (\cos ^{n}x)'=-n\sin x\cos ^{(n-1)}x\!}
{\displaystyle (\tan x)'={\frac {1}{\cos ^{2}x}};\;\cos x\neq 0}
{\displaystyle (\cot x)'=-{\frac {1}{\sin ^{2}x}};\;\sin x\neq 0}
{\displaystyle (\arcsin x)'={\frac {1}{\sqrt {1-x^{2}}}}}
{\displaystyle (\arctan x)'={\frac {1}{1+x^{2}}}}

## Odvodi drugih funkcij:
{\displaystyle (k)'=0}(k)' je konstanta
{\displaystyle (e^{x})'=e^{x}}
{\displaystyle (\ln |x|)'={\frac {1}{x}}}
{\displaystyle (a^{x})'=a^{x}\ln a}

## Odvajanje v višjih razsežnostih

### Smerni odvod
Naj bo {\displaystyle n} skalarno polje in {\displaystyle {\vec {b}}} neki vektor. Zanima nas sprememba skalarnega polja v smeri vektorja {\displaystyle {\vec {b}}}.
Ogledamo si izraz
{\displaystyle \lim _{h\to 0}{\frac {u(x+hb_{1},y+hb_{2},z+hb_{3})-u(x,y,z)}{h}}={\frac {{\mbox{d}}u}{{\mbox{d}}{\vec {b}}}}}
Definirali smo smerni odvod skalarnega polja v smeri {\displaystyle {\vec {b}}}
{\displaystyle {\frac {{\mbox{d}}u}{{\mbox{d}}h}}={\frac {{\mbox{d}}u}{{\mbox{d}}x}}{\frac {{\mbox{d}}x}{{\mbox{d}}h}}+{\frac {{\mbox{d}}u}{{\mbox{d}}y}}{\frac {{\mbox{d}}y}{{\mbox{d}}h}}+{\frac {{\mbox{d}}u}{{\mbox{d}}z}}{\frac {{\mbox{d}}z}{{\mbox{d}}h}}\,\!}
Sledi
{\displaystyle {\frac {{\mbox{d}}u}{{\mbox{d}}{\vec {b}}}}={\frac {{\mbox{d}}u}{{\mbox{d}}x}}b_{1}+{\frac {{\mbox{d}}u}{{\mbox{d}}y}}b_{2}+{\frac {{\mbox{d}}u}{{\mbox{d}}z}}b_{3}}
pri čemer je {\displaystyle {\vec {b}}} enotski vektor.
Torej
{\displaystyle {\frac {{\mbox{d}}u}{{\mbox{d}}{\vec {b}}}}={\mbox{grad}}\,u(b_{1},b_{2},b_{3})={\mbox{grad}}\,u{\vec {b}},\qquad {\vec {b}}} enotski
{\displaystyle {\frac {{\mbox{d}}u}{{\mbox{d}}{\vec {b}}}}={\mbox{grad}}\,u\cdot {\vec {b}}}

### Totalni odvod, Jacobijeva funkcija (Jakobij), diferencial
Jacobijeva determinanta parcialnih odvodov
primer za vpeljavo novih spremenljivk:
{\displaystyle J={\begin{vmatrix}x_{u}&x_{v}&x_{w}\\y_{u}&y_{v}&y_{w}\\z_{u}&z_{v}&z_{w}\end{vmatrix}}}